# Treichelia
Treichelia – rodzaj roślin z rodziny dzwonkowatych. Obejmuje dwa gatunki (rodzaj uznawany był za takson monotypowy do roku 2011). Rośliny te występują w południowo-zachodniej części Południowej Afryki.

## Morfologia
PokrójDrobne rośliny jednoroczne.
KwiatyZebrane w gęste, szczytowe główki wsparte długimi, równowąskimi podsadkami. Korona kwiatu jest u dołu kulistawa, wyżej walcowata, biała do jasnoniebieskiej i częściowo żółta. Pręciki krótkie (nie wystają z korony) o nitkach u dołu rozszerzonych, nieprzyrośniętych do korony. Zalążnia dwukomorowa, z kilkoma zalążkami. Szyjka słupka także schowana w rurce korony.
OwoceTorebki otwierające się po bokach.

## Systematyka
Pozycja systematyczna
Rodzaj z rodziny dzwonkowatych Campanulaceae klasyfikowany w jej obrębie do podrodziny Campanuloideae.
Wykaz gatunków
- Treichelia dodii Cupido
- Treichelia longibracteata (H.Buek) Vatke